# Ivan Hudec
Ivan Hudec (Nyitra, 1947. július 10. – Pozsony, 2022. február 7.) szlovák író, drámaíró. Irodalmi művek alkotója gyermekek és a fiatalok számára. A Szlovák Köztársaság kulturális minisztere volt 1994. december 13-tól 1998. október 30-ig. Tagja volt a Néppárt – Demokratikus Szlovákiáért Mozgalomnak.

## Élete
1962-től 1966-ig a pozsonyi vegyipari középiskolában tanult, majd 1966 és 1972 között a Comenius Egyetem Orvostudományi Karán szerzett diplomát. A tanulmányai alatt társalapítója volt a Roland Színház kis hallgatói színházának, ahol szerzőként, rendezőként, színészként és szervezőként dolgozott.
Egy évig Zsolnán, 1973-tól 1975-ig a pozsonyi L. Dérer kórházban orvos, később 1975 és 1978 között asszisztens a Comenius Egyetem Orvostudományi Karának Radiodiagnosztikai Tanszékén. 1978-től 1982-ig a Pozsonyi Humán Bioklimatológiai Kutatóintézet alkalmazottja. 1982 és 1985 között Csacán a Nemzeti Egészségügyi Intézetben dolgozott. 1985-től 1990-ig a Diagnosztikai és Orvosi Intézet (Állami Szanatórium) igazgatóhelyettese. 1989 után  lépett be a politikai életbe, 1990 és 1994 között a Szlovák Nemzeti Tanács tagja, 1994-től 1998-ig kulturális miniszter volt. 1998-tól a Nemzeti Tanács tagja. Pozsonyban élt, ahol magánorvosi gyakorlatot is folytatott. 

## Irodalmi munkássága
Főként regényeket és novellákat írt, amelyekben családi problémákkal, Szlovákia történelmével foglalkozott, vagy visszatért az orvosi környezetbe, amelyből számos saját tapasztalata volt. A hagyományos irodalom mellett groteszk és misztikus novellák írásával is foglalkozott, illetve színjátékokat is írt.

## Művei

### Felnőttek számára
- Hriešne lásky osamotených mužov (novellák, 1979) Magányos férfiak bűnös szerelme
- Ako chutí zakázané ovocie (regény, 1981) Hogyan ízlik a tiltott gyümölcs
- Bozk uličníka (novellák, 1981) Az utcai ember csókja
- Pangharty (történelmi regény, 1985)
- Čierne diery (regény, 1985) Fekete lyukak
- Záhadný úsmev štrbavého anjela (novellák, 1987) A félelmetes angyal titokzatos mosolya
- Život v zátvorke (1988) Az  élet zárójelben (Fekete lyukak címmel csak magyarul jelent meg)
- Experiment „láska” (1989) „Szerelem” kísérlet
- Erotické poviedky (1989) Erotikus történetek
- Praotec Samo (történelmi groteszk, 1990)
- Biela pani, mŕtvy pán (történelmi és misztikus novellák, 1992) A Fehér Hölgy, a Holt Úr (társszerző Peter Jaroš)
- Slovensko, vlasť moja (1994) Szlovákia, az én hazám

### Gyermekek számára
- Báje a mýty starých Slovanov(1994) Az ősi szlávok régi mítoszai

### Drámák
- Ostrovy (1974)[5] Szigetek
- Knieža (1986)[6] A herceg
- Historické hry (1987) Történelmi játékok
- Bratia (1988)[7] Testvérek
- Veľká Morava (1989) Nagy-Morvaország
- Kráľ Svätopluk (1990)[8] Szvatopluk király

### Magyarul megjelent művei
- Fattyak (Európa Könyvkiadó , Budapest, 1987, fordította: Hubik István) ISBN 9630742799
- Fekete lyukak (Európa Könyvkiadó, Budapest, 1988, fordította: Kopasz Csilla) ISBN 9630735431
- Élet zárójelben. Válogatott elbeszélések; ford. Cséfalvay Eszter, Hideghéty Erzsébet, Illés Anna; Európa–Madách, Bp.–Bratislava, 1989

## Fordítás
- Ez a szócikk részben vagy egészben  az   Ivan Hudec című szlovák Wikipédia-szócikk ezen változatának fordításán alapul.  Az eredeti cikk szerkesztőit annak laptörténete sorolja fel. Ez a jelzés csupán a megfogalmazás eredetét és a szerzői jogokat jelzi, nem szolgál a cikkben szereplő információk forrásmegjelöléseként.